# George Lindsey
George (Goober) Lindsey (Fairfield (Alabama), 17 december 1928 – Nashville (Tennessee), 6 mei 2012) was een Amerikaans acteur. Hij was bekend om zijn rol als Goober Pyle die in veel televisieseries terugkwam, met name in The Andy Griffith Show (86 afleveringen). Ook was hij stemacteur voor enkele Disney-films.
Hij was getrouwd met Joy Herbert van 1956 tot hun scheiding in 1991. Samen hadden ze 2 kinderen. Zijn autobiografie Goober in a Nutshell verscheen in 1995. Hij stierf op 83-jarige leeftijd na een kort ziekbed.

## Filmografie
- Ensign Pulver (1964)
- The AristoCats (1970)
- Snowball Express (1972)
- Robin Hood (1973)
- Charley and the Angel (1973)
- Treasure of Matecumbe (1976)
- The Rescuers (1977)
- Goober & the Truckers' Paradise (1978)
- The New Misadventures of Ichabod Crane (1979)
- Take This Job and Shove It (1981)
- The American Snitch (1983)
- Cannonball Run II (1984)
- Return to Mayberry (1986)
- When I Find the Ocean (2006)
- Starzinger (2011)
- Starzinger II (2011)
- Starzinger III (2011)

## Televisieseries
- Gunsmoke (1963-1972)
- The Great Adventure (1963)
- The Rifleman (1963)
- The Andy Griffith Show (1964-1968)
- Voyage to the Bottom of the Sea (1964)
- The Alfred Hitchcock Hour (1964)
- Daniel Boone (1964)
- The Tycoon (1964)
- Twilight Zone (1964)
- Walt Disney's Wonderful World of Color (1964)
- Gomer Pyle, U.S.M.C. (1965)
- Profiles in Courage (1965)
- Mayberry R.F.D. (1968-1971)
- Love, American Style (1970-1973)
- Hee Haw (1971-1972)
- The New Andy Griffith Show (1971)
- Banacek (1973)
- Movin' On (1976)
- M*A*S*H (1978)
- Fantasy Island (1981)
- Herbie, the Love Bug (1982)
- CHiPs (1982)